# LA to the Moon Tour
LA to the Moon Tour (с англ. — «Из Лос-Анджелеса на Луну») — пятый концертный тур американской певицы и автора песен Ланы Дель Рей в поддержку пятого студийного альбома Lust for Life. Тур стартовал 5 января 2018 года на арене «Таргет-центр» в Миннеаполисе, штат Миннесота (США). Финальный концерт турне состоялся 10 августа 2018 года в Будапеште (Венгрия) в рамках фестиваля «Сигет».

## История создания
Lust for Life, пятый студийный альбом певицы, был официально выпущен 21 июля 2017. За несколько месяцев до релиза поклонники и пресса обсуждали, рассматривает ли Дель Рей возможность отправиться в мировое турне в поддержку будущего альбома. Эти споры объяснялись тем, что в поддержку предыдущего альбома, Honeymoon, официальный концертный тур не проводился. В интервью для радио Beats 1, которое состоялось 12 июля 2017, у Дель Рей спросили, планирует ли она организацию мирового турне, на что певица не смогла ответить что-либо конкретное. Однако, в течение нескольких последующих недель Лана Дель Рей анонсировала даты ряда концертов в США и Великобритании. Это небольшое промо-турне проходило с июля по октябрь 2017 и состояло из концертов в Лондоне, в некоторых городах Калифорнии, в Нью-Йорке, а также в Ливерпуле и Глазго. В августе Дель Рей отправилась в Европу, где выступила на музыкальных фестивалях в Хельсинки, Осло, Гётеборге и Краковe.
19 августа 2017 в Instagram Лана Дель Рей объявила о том, что она всё-таки планирует организовать полноценный мировой концертный тур в поддержку Lust for Life. Позже исполнительница поделилась информацией о датах и городах проведения концертов, а также об условиях предзаказа и приобретения билетов на шоу.
Даты североамериканской части LA to the Moon Tour были объявлены 27 сентября 2017. В тот же день Дель Рей сообщила, что выступит на четырёх музыкальных фестивалях в Южной Америке. Перед концертами североамериканской части тура на разогреве выступали американская певица Дженей Айко и американская исполнительница колумбийского происхождения Кали Учис. Даты австралийской и европейской частей тура стали известны 16 октября 2017.
16 января 2018 объявлено, что концерты тура в Австралии будет открывать американский певец Børns, с которым Дель Рей сотрудничала во время записи его второго студийного альбома Blue Madonna.
9 марта 2018 года в Instagram Лана Дель Рей призналась, что восхищается творчеством американской исполнительницы Cat Power, и порадовала фанатов сообщением о том, что именно она будет разогревать публику на концертах европейской части тура.
В августе 2018 года было объявлено, что Лана Дель Рей приедет в Израиль, чтобы выступить на фестивале «Метеор» 7 сентября того же года. Это решение певицы подверглось критике со стороны палестинского сообщества и движения BDS. Позднее Дель Рей заявила, что отложит выступление в Израиле до тех пор, пока она не сможет выступить как для израильских, так и для палестинских поклонников, фактически отменив свой концерт в рамках фестиваля «Метеор». Отмену выступления исполнительница объяснила стремлением „относиться ко всем фанатам равно“.

## Дизайн сцены
В интервью MTV в октябре 2017 Дель Рей рассказала, что дизайн сцены будет сочетать целое множество деталей: отсылки к пляжной атрибутике, искусственные растения и „прекрасные двигающиеся конструкции“, придающие сцене „классический шарм“. О всех деталях оформления сцены стало известно только во время первого концерта 5 января 2018.
Дизайн сцены был разработан при участии Джейсона Ардиззона-Уэста, Фила Уайта и Сторми Уитби-Грабб. На сцене располагается множество декораций: пальмы, кустарники, скалы, шезлонги и позолоченный рояль, а за сценой — большой экран, транслирующий визуальные эффекты. Под потолком подвешены качели и конструкция из двух треугольников, выполненная в стиле авангардной архитектуры 1960-х годов.
Теренс Коули из The Boston Globe позднее написала, что Дель Рей „преобразила сцену в миниатюру своей любимой Калифорнии“, а Рид Фишер из GoMN назвал оформление сцены „по-настоящему лос-анджелесским“ и отметил качество напольных проекций.

## Сет-лист
Первоначальный список исполняемых композиций был представлен на концерте в Миннеаполисе 5 января 2018 года, однако в дальнейшем сет-лист неоднократно корректировался.
1. «13 Beaches» (вместе с «Experiment in Terror» в качестве вступления)
2. «Pretty When You Cry»
3. «Cherry» (вместе с «Scarborough Fair» в качестве концовки)
4. «Born to Die»
5. «Blue Jeans»
6. «White Mustang»
7. «National Anthem» (вместе с «Happy Birthday, Mr. President» в качестве вступления)
8. «When the World Was at War We Kept Dancing»
9. «Music to Watch Boys To»
10. «Lust for Life»
11. «Change» / «Black Beauty» / «Young and Beautiful» (попурри)
12. «Ride» (вместе с монологом из видеоклипа в качестве вступления)
13. «Video Games»
14. «Love»
15. «Ultraviolence»
16. «Summertime Sadness»
17. «Serial Killer»[англ.]
18. «Off to the Races» (вместе с рок-концовкой)

| Изменения |
| --- |
| Вдобавок к первоначальному списку песен (или вместо некоторых) на различных площадках были исполнены следующие композиции: «Yayo» (исполнялась лично Дель Рей на электрогитаре «Gibson Flying V»), «Honeymoon», «Diet Mountain Dew», «Cruel World», «Burnt Norton» (звучала в перерыве во время личного приветствия зрителей), «Old Money», «Heroin» (отрывок а капелла), «Florida Kilos», «Salvatore» (отрывок а капелла), «Terrence Loves You», «Million Dollar Man», «Body Electric» (отрывок а капелла), «Paradise», «In My Feelings» (отрывок а капелла), «Art Deco» (отрывок а капелла), «High by the Beach», «West Coast», «Shades of Cool», «Gods & Monsters», «Dark Paradise», «Get Free», «The Blackest Day» (отрывок а капелла). |

## Даты концертов
| Дата             | Город            | Страна           | Площадка                         | Разогрев         | Посещаемость     | Доход            |
| Северная Америка | Северная Америка | Северная Америка | Северная Америка                 | Северная Америка | Северная Америка | Северная Америка |
| ---------------- | ---------------- | ---------------- | -------------------------------- | ---------------- | ---------------- | ---------------- |
| 5 января         | Миннеаполис      | США              | Таргет-центр                     | Дженей Айко      | 11,974 / 14,550  | $639,236         |
| 7 января         | Денвер           | США              | Пепси-центр                      | Дженей Айко      | 6,940 / 13,509   | $578,045         |
| 11 января        | Чикаго           | США              | Юнайтед-центр                    | Дженей Айко      | 12,140 / 13,515  | $900,096         |
| 13 января        | Бостон           | США              | ТД-гарден                        | Дженей Айко      | 12,526 / 13,615  | $986,528         |
| 15 января        | Торонто          | Канада           | Эйр Канада-центр                 | Кали Учис        | 12,771 / 12,771  | $1,062,700       |
| 17 января        | Детройт          | США              | Литтл Сизарс Арена               | Кали Учис        | 6,808 / 10,650   | $497,997         |
| 19 января        | Ньюарк           | США              | Пруденшал-центр                  | Кали Учис        | 10,682 / 13,098  | $821,266         |
| 21 января        | Филадельфия      | США              | Уэллс Фарго-центр                | Кали Учис        | 7,178 / 15,392   | $568,702         |
| 23 января        | Колумбус         | США              | Вэлью Сити Арена                 | Кали Учис        | 8,184 / 12,674   | $574,514         |
| 25 января        | Вашингтон        | США              | Кэпитал Уан Арена                | Кали Учис        | 8,502 / 13,812   | $651,036         |
| 26 января        | Стейт Колледж    | США              | Брайс Джордан-центр              | Кали Учис        | 6,289 / 9,553    | $327,505         |
| 30 января        | Шарлотт          | США              | Спектрум-центр                   | Кали Учис        | 7,448 / 9,677    | $524,082         |
| 1 февраля        | Санрайз          | США              | BB&T-центр                       | Кали Учис        | 7,241 / 13,270   | $589,582         |
| 2 февраля        | Орландо          | США              | Эмвей-центр                      | Кали Учис        | н/д              | н/д              |
| 5 февраля        | Атланта          | США              | Филипс Арена                     | Кали Учис        | 7,370 / 12,275   | $604,500         |
| 6 февраля        | Нашвилл          | США              | Бриджстоун Арена                 | Кали Учис        | 9,558 / 12,529   | $572,874         |
| 8 февраля        | Даллас           | США              | Американ Эйрлайнс-центр          | Кали Учис        | 9,929 / 13,365   | $824,168         |
| 10 февраля       | Хьюстон          | США              | Тойота-центр                     | Кали Учис        | 9,202 / 11,143   | $868,366         |
| 11 февраля       | Остин            | США              | Фрэнк Эрвин-центр                | —                | 9,112 / 10,941   | $807,280         |
| 13 февраля       | Финикс           | США              | Токинг Стик Ризот Арена          | Кали Учис        | 10,428 / 13,384  | $710,834         |
| 15 февраля       | Сан-Диего        | США              | Валлей Вью Казино-центр          | Кали Учис        | 10,479 / 11,267  | $926,668         |
| 16 февраля       | Парадайс         | США              | Мандалай Бэй Ивентс-центр        | Кали Учис        | 8,880 / 9,210    | $794,687         |
| 28 февраля       | Гонолулу         | США              | Вайкики Шелл                     | Кали Учис        | 6,359 / 8,026    | $348,147         |
| Южная Америка    |                  |                  |                                  |                  |                  |                  |
| 17 марта         | Буэнос-Айрес     | Аргентина        | Ипподром в Сан-Исидро            | —                | н/д              | н/д              |
| 18 марта         | Сантьяго         | Чили             | Парк «О'Хиггинс»                 | —                | н/д              | н/д              |
| 23 марта         | Богота           | Колумбия         | Спортивный парк                  | —                | н/д              | н/д              |
| 25 марта         | Сан-Паулу        | Бразилия         | Автодром имени Жозе Карлуса Пасе | —                | н/д              | н/д              |
| Австралия        |                  |                  |                                  |                  |                  |                  |
| 29 марта         | Брисбен          | Австралия        | Риверстейдж                      | Børns            | н/д              | н/д              |
| 31 марта         | Мельбурн         | Австралия        | Сидней Майер Мьюзик Боул         | Børns            | н/д              | н/д              |
| 2 апреля         | Сидней           | Австралия        | Кьюдос Банк Арена                | Børns            | 12,614 / 13,657  | $1,215,120       |
| Европа           |                  |                  |                                  |                  |                  |                  |
| 11 апреля        | Ассаго           | Италия           | Медиоланум Форум                 | Cat Power        | 11,853 / 11,853  | $690,040         |
| 13 апреля        | Рим              | Италия           | Палалоттоматика                  | Cat Power        | 10,910 / 10,910  | $588,587         |
| 16 апреля        | Берлин           | Германия         | Мерседес-Бенц Арена              | Cat Power        | 13,329 / 13,849  | $964,338         |
| 17 апреля        | Антверпен        | Бельгия          | Спортпалейс                      | Cat Power        | н/д              | н/д              |
| 19 апреля        | Барселона        | Испания          | Палау Сант Жорди                 | Cat Power        | 12,518 / 14,214  | $986,623         |
| 20 апреля        | Мадрид           | Испания          | Паласио Висталегре               | Cat Power        | 9,753 / 9,753    | $990,784         |
| 29 июня          | Паненский Тынец  | Чехия            | Аэродром в Паненском Тынце       | —                | н/д              | н/д              |
| 10 августа       | Будапешт         | Венгрия          | Остров Обуда                     | —                | н/д              | н/д              |
| Всего:           | Всего:           | Всего:           | Всего:                           | Всего:           | 603,328+         | $46,000,000+     |

### Отменённые концерты
| Дата       | Город            | Страна  | Площадка     | Причина отмены                 |
| ---------- | ---------------- | ------- | ------------ | ------------------------------ |
| 9 января   | Канзас-Сити      | США     | Спринт-центр | Болезнь исполнительницы        |
| 7 сентября | Лехавот-ха-Башан | Израиль | Парк «Пекан» | Палестино-израильский конфликт |

## Происшествия
Перед концертом в Орландо 2 февраля в нескольких кварталах от Эмвей-центра был арестован вооружённый ножом мужчина, угрожавший Лане Дель Рей в социальных сетях и намеревавшийся её похитить. На следующем концерте в Атланте 5 февраля исполнительница во время выступления не сдержала слёз из-за инцидента в Орландо, но заверила зрителей в том, что с ней всё в порядке, и поблагодарила их за поддержку.
17 апреля после концерта в Антверпене фанат сумел перебраться через ограждение и прыгнуть на уходящую за кулисы Лану Дель Рей, сбив её с ног. Охрана пресекла дальнейшие действия нарушителя, певица не пострадала.